# 森は生きている
『森は生きている』は、ロシア人の児童文学作家である、サムイル・ヤコヴレヴィチ・マルシャーク（Samuil Marshak 1887年 - 1964年）作の戯曲であり、ソビエト連邦時代の1943年の作である。スロバキア民話の「12のつきのおくりもの」が原案となっている。1953年、湯浅芳子が翻訳し岩波書店（岩波少年文庫）から出版された。原題は『十二月』（ロシア語: Двена́дцать ме́сяцев; 同ラテン文字表記: Dvenadtsat mesyatsev）。

## あらすじ
新しい年を迎える大みそか、わがままな女王が、真冬のさなかに春の四月に咲くマツユキ草がほしいと言い出したため、国じゅうは大騒ぎ。持ってきたものに褒美の金貨を与えるというお触れを出す。ほうびの金貨に目がくらむ継母と姉娘のいいつけで、一人の娘が吹雪の中マツユキ草を採ってくるようにと夜中の森に追いやられる。
森の中で娘はたき火を囲む十二月の月の精たちに出会う。娘の話を聞いた四月の精は、他の月たちに頼んで一時間だけ「時」をゆずってもらう。冬の森はたちまち春へと季節をかえ、娘は凍えることなく無事マツユキ草を手に入れて帰ることができた。
娘の帰りを待っていた継母と姉娘はマツユキ草を取り上げ、宮殿の女王の元へ行く。女王にマツユキ草を届け、褒美をもらうが、継母の話を聞いた女王は継母と娘と家来たちを連れて自らマツユキ草を探しに森に入る。そこで待ち受けていたものは…。

## 日本での上演
日本では俳優座が湯浅芳子訳、林光音楽により1954年に初演したのが最初の上演。1959年からは劇団仲間が引き継いで同劇団の代表的な作品として上演を重ねており、2019年現在その上演回数は2100回を超える。その後、さまざまな団体で上演する度に新曲が追加され、1992年には林光自身の台本により、集大成となるオペラ版が作曲された。オペラ版は、オペラシアターこんにゃく座によって、現在も代表的なレパートリーの一つとして上演され続けている。

## 映画

### 1956年ソ連版
同名タイトルで1956年にソ連にてアニメーション映画として公開された。

#### スタッフ
- 監督：イワン・イワノフ＝ワノ
- 原作：S・マルシャーク
- 脚本：S・マルシャーク、N・エルドマン
- 美術：A・ベリャーコフ、K・カルボフ、A・クリツィン
- 撮影：N・ヴォイノフ、E・ペトロワ
- 音楽：M・ワインベルグ

#### 声の出演（日本語吹替版）
- 娘： 清水マリ
- 四月の精：安原義人
- 一月の精：宮内幸平
- 老兵  雨森雅司
- 大臣： 飯塚昭三
- 継母の娘： 丸山裕子
- 滝沢久美子
- 神谷明
- 松金よね子

### 1956年日本版
同名タイトルで1956年に、日本にて実写映画として公開された。

#### スタッフ
- 監督：木村荘十二
- 製作：伊藤武郎、能登節雄、佐藤正之
- 原作：サムイル・マルシャーク
- 脚本：木村荘十二
- 撮影：前田実
- 音楽：林光
- 美術：平川透徹、吉崎豊治
- 録音：丸山国衛
- スクリプター：湯浅芳子
- 照明：平田光治、伊藤一男

#### キャスト
- 老婆：岸輝子
- むすめ：牧よし子
- 継むすめ：安田チエコ
- 女王：宮崎恭子
- 女官長：三戸部スエ
- 女王の先生：武内亨
- 総理大臣：千田是也
- 警護隊長：滝田裕介
- 王室の検事：中谷一郎
- 西の国の大使：平幹二朗
- 西の国の大使夫人：楠田薫
- 東の国の大使：高橋比呂志
- 東の国の大使夫人：桑原澄江
- 老兵士：三島雅夫
- 一月：松本克平
- 二月：袋正
- 三月：小高尊
- 四月：横森久
- 五月：神山寛
- 六月：杉山徳子
- 七月：加代キミ子
- 八月：北條美智留
- 九月：山崎直衛
- 十月：矢野宣
- 十一月：中野伸逸
- 十二月：浜田寅彦
- 侍：小沢栄、東野英治郎

### 1980年版
『世界名作童話 森は生きている』というタイトルで1980年3月15日に、日本にてアニメーション映画として「東映まんがまつり」内で公開された。文部省（現：文部科学省）選定作品。1977年春公開の『世界名作童話 白鳥の王子』以来、宮崎恭子が「隆巴」名義で脚本の一部を担当した。
岡田茂東映社長が"モスクワ五輪ブーム"を当て込んで、バレーボールを題材にした日ソ合作『甦れ魔女』とともに企画したが、ソ連のアフガン侵攻でソ連株がガタ落ちし、全国の映画館主からソッポを向かれた。慌てて『森は生きている』のパンフレットにはソ連の"ソ"の字を一切入れず、『世界名作童話』と銘打った上で、ソ連臭を出来るだけ消し上映した。
なお『アンデルセン物語』（長編アニメ版。1968年3月公開）以来、ポスターなどに記載されていた「カラー長編まんが」は、本作より単に「カラー作品」に変更、興行名より早く「まんが」が省かれた。
2022年現在映像ソフト化はされてない。

#### スタッフ
- 製作：今田智憲
- 演出：矢吹公郎
- プロデューサー：横山健二
- 製作担当：菅原吉郎
- 脚本：隆巴、矢吹公郎
- 作画監督・キャラクターデザイン：山口泰弘
- 美術監督・美術デザイン：川本征平
- 音楽：ボロジミル・クリフツォフ
- 演奏：レニングラード･シンフォニック･オーケストラ
- 予告編ナレーター：田中崇
- 原画：阿部隆、香西隆男、的場茂夫、我妻宏、木野達児、石黒育、金山通弘、端名貴勇、小川明弘、高橋信也
- 動画：小林敏明、山田みよ、薄田嘉信　長沼寿美子、石山毬緒　円山智、服部照夫、成川裕子、坂野隆雄、平田かほる、金山圭子、土居千賀子、吉野久恵、安井修子、岩瀬よし子、小松良江、沢由美、岩井美登理、今沢恵子、鈴木加代子、古川みや子、松村啓子、荒牧園美、加藤良子
- トレース：黒沢和子、五十嵐令子、坂野園江、入江三帆子
- 彩色：山内正子、関口好子、増川千鶴子、阿部慶子
- ゼログラフ：林昭夫、高橋章
- 特殊効果：浜桂太郎、堰合昇
- 仕上検査：森田博、小椋正豊
- 仕上進行：中村正弘
- 背景：沼井信郎、伊藤攻洋、笠原淳二
- 美術進行：工藤剛一
- 演出助手：今沢哲男
- 記録：黒石陽子
- 製作進行：吉沢孝男
- 撮影：清水政夫、細田民男
- 編集：千蔵豊、片桐公一
- 録音：神原広巳
- 音響効果：伊藤道広
- 録音スタジオ：タバック
- 現像：東映化学
- 製作協力：ソビンフイルム、ソユーズ・ムルトフイルム

#### 主題歌
「森は生きている」
作詞：矢吹公郎 / 作曲：ボロジミル・クリフツォフ / コーラス：グリンカ合唱団 / うた：真理ヨシコ
「泣かないわ」
作詞：矢吹公郎 / 作曲：ボロジミル・クリフツォフ / コーラス：グリンカ合唱団 / うた：真理ヨシコ

#### キャスト
- アーニャ：大竹しのぶ
- 女王：神崎愛
- 老婆：杉山とく子
- 娘：向井真理子
- 博士：永井一郎
- 大臣：雨森雅司
- 将校：隆大介
- 一月の精：小林清志
- 四月の精：森功至
- 十二月の精：柴田秀勝
- ひげの兵士：山内雅人
- 若い兵士：役所広司

#### 同時上映
全て劇場用新作。
| タイトル                                     | 原作               | （声の）出演                                                         |
| -------------------------------------------- | ------------------ | -------------------------------------------------------------------- |
| 仮面ライダー 8人ライダーVS銀河王             | 石森章太郎         | 村上弘明、二瓶秀雄、舟倉たまき、中庸介、石森章太郎                   |
| ゼンダマン ピラミッドの謎の箱だよ!ゼンダマン | タツノコプロ企画室 | 三ツ矢雄二、滝沢久美子、小原乃梨子、八奈見乗児、たてかべ和也、池田勝 |
| 銀河鉄道999 ガラスのクレア                   | 松本零士           | 野沢雅子、池田昌子、肝付兼太、麻上洋子、高木均                       |
| 花の子ルンルン こんにちは桜の国              | 神保史郎           | 岡本茉莉、白石冬美、神山卓三、水島裕、喜多道枝、はせさん治           |

#### テレビ放送
- 1981年10月19日（月曜日）、テレビ朝日系列の19:30 - 20:51（JST）でテレビ放送された[5]。

## ミュージカル

### 2003年
7月30日から8月3日までアートスフィアにて上演。

#### キャスト
- 娘：小池栄子
- 女王：すほうれいこ
- 老兵：桝川譲冶
- 山本淳一
- 星奈優里

他

### 2004年
8月21日から8月29日までアートスフィアにて上演。

#### キャスト
- 娘：遠藤久美子
- 女王：神戸みゆき
- 老兵：沢木順
- 継母：今陽子
- 義姉：鳴海じゅん
- 博士：ROLLY
- 兵隊、庭師：神崎順
- 4月の精：白川裕二郎
- 10月の精：冨岡真理央

他

### 2005年
7月8日から7月12日までアートスフィアにて上演。

#### キャスト
- 女王：中村美貴
- 娘：横関咲栄
- 老兵：山内賢
- 継母：北村魚
- 博士：コング桑田
- 義姉：小野妃香里
- 1月の精：松岡英明
- 3月の精：黒木マリナ
- 4月の精：白川裕二郎
- 8月の精：大谷瑠奈
- 女官、ウサギ：白井珠希

他

### 2006年
7月26日から7月30日まで全労済ホールスペース・ゼロで、8月12日から8月13日まで新神戸オリエンタル劇場で上演。

#### キャスト
- 女王：黒木マリナ
- 娘：柳沢なな
- 継母：笠原浩夫
- 博士：松岡英明
- 義姉：青木隆敏
- 4月の精：篠田光亮
- 5月の精：根本正勝
- 8月の精：中山旦子

他

### 2007年
8月2日から8月5日までシアター1010で上演。

#### キャスト
- 女王：黒木マリナ
- 娘：石川由依
- 女官長：花山佳子
- 義姉：及川健
- 1月の精：宇都宮直高
- 4月の精：田村雄一

他